# Hyloscirtus albopunctulatus
Hyloscirtus albopunctulatus là một loài ếch trong họ Nhái bén.
Nó được tìm thấy ở Colombia, Ecuador, Peru, và có thể cả Brasil.
Môi trường sống tự nhiên của nó là các khu rừng đất thấp ẩm nhiệt đới và cận nhiệt đới. Loài này đang bị đe dọa do mất môi trường sống.